# Višnjeva deva
Višnjeva deva (znanstveno ime Aeshna affinis) je vrsta raznokrilih kačjih pastirjev iz družine dev, razširjena po večjem delu zahodne Palearktike.

## Opis
Je eden od manjših predstavnikov svojega rodu; odrasli samci dosežejo v dolžino 57 do 66 mm, od tega zadek 39 do 49 mm. Po telesni zgradbi so zelo podobni samcem blede deve, ki pa so prepoznavni po rumenem znamenju v obliki črke T na hrbtni strani drugega člena zadka, ki je pri višnjevi devi v celoti moder s črnimi znamenji. Oprsje je ob straneh zeleno s tankimi črnimi črtami, po čemer se razlikuje od zgodnjega trstničarja, ki ima tam široke rjave proge. Pri starejših samcih se modra obarvanost razširi tudi po straneh oprsja in očeh, neredko pa se razvije modra obarvanost tudi pri samicah.
Odrasli so aktivni od maja do avgusta, samci običajno patruljirajo nizko nad tlemi in pogosto počivajo na obvodnem rastlinju. Po parjenju samice odlagajo jajčeca v tandemu s samcem, za razliko od ostalih predstavnikov tega rodu.

## Habitat in razširjenost
Razmnožuje se izključno v osončenih, stoječih vodnih telesih z gosto zarastjo bregov, ki ščiti pred vetrom. Nabor je širok – to so lahko močvirja, rečne mrtvice, ribniki, plitvine večjih jezer ipd., pa tudi umetni habitati, kot so luže v kolesnicah ter riževa polja. Vendar pa so nahajališča večinoma nestalna, saj v roku nekaj let do nekaj desetletij izginejo zaradi naravnih procesov, kot je zaraščanje, izsuševanje ali periodično poplavljanje, zato je prisotnost ponekod odvisna od aktivnih varstvenih ukrepov za vzdrževanje habitatov.
Višnjeva deva je razširjena po skoraj vsej Evropi (razen skrajnega severa), jugozahodnih obalah Sredozemskega morja v Afriki in prek Zahodne ter Srednje Azije do vzhodnih meja Mongolije ter Kitajske. V Evropi je pogosta na jugu (razen Iberskega polotoka, kjer je razmeroma redka), proti severu pa se gostota populacije zmanjšuje. Tudi pojavljanje v Sloveniji dokazuje, da gre za toploljubno vrsto, ki pa jo v vlažnejših in manj zaraščenih habitatih izrivajo druge deve. Zato je razmeroma redka, kljub temu, da ima ves nižinski del Slovenije primerno klimo za razvoj. Na Rdeči seznam kačjih pastirjev iz Pravilnika o uvrstitvi ogroženih rastlinskih in živalskih vrst v rdeči seznam je višnjeva deva zato uvrščena kot ranljiva vrsta.